# Astrel Rolland
Astrel Rolland (ur. w 1899, zm. ?) – haitański strzelec, medalista olimpijski. 
Na Letnich Igrzyskach Olimpijskich 1924 w Paryżu, startował w dwóch konkurencjach. Razem z kolegami z reprezentacji, zdobył brąz w konkurencji karabinu dowolnego z trzech różnych odległości. Startował też w indywidualnej konkurencji karabinu dowolnego leżąc, gdzie uplasował się na 13. miejscu.

## Wyniki olimpijskie
| Igrzyska | Konkurencja                                       | Wynik | Miejsce    | Źródło |
| -------- | ------------------------------------------------- | --- | ---------- | ------ |
| IO 1924  | Karabin dowolny - 400 m, 600 m, 800 m – drużynowo | Ludovic Augustin - 135 punktów Astrel Rolland - 129 punktów Ludovic Valborge - 128 punktów Destin Destine - 128 punktów Eloi Metullus - 126 punktów Wynik drużyny - 646 punktów. | 3 (na 18)  | [ 1 ]  |
| IO 1924  | Karabin dowolny leżąc, 600 m                      | 85 punktów | 13 (na 73) | [ 2 ]  |